# فغرام (مترو باريس)
فغرام (بالفرنسية: Wagram)‏ هي محطة مترو تابعة لمترو باريس تقع في فرنسا في الدائرة السابعة عشرة في باريس.[بحاجة لمصدر]